# Cnezatul Vladimir-Suzdal
Principatul Vladimir-Suzdal/ Marele Ducat Vladimir-Suzdal/ Cnezatul Vladimir-Suzdal (în limba rusă Великое княжество Владимирское), sau Rusia Vladimir-Suzdal  (Влади́мирско-Су́здальская Русь) a fost unul dintre cele mai importante cnezate care au apărut după destrămarea Rusiei Kievene, în secolul al XII-lea fiind cel mai puternic stat al slavilor răsăriteni până în secolul al XIV-lea, când a dispărut, devenind parte a Cnezatului Moscovei. 
Cnezatul Vladimir-Suzdal este considerat ca fiind leagănul limbii ruse mare (velikoruse) și a naționalității ruse.

## Originile
Principatul a ocupat un teritoriu întins în partea de nord-est a Rusiei Kievene, având ca granițe (aproximative) râurile Volga, Oka și Dvina de Nord. În secolul al XI-lea, principatul își avea capitala la Rostov Veliki, printre orașele importante numărându-se Suzdal, Iaroslavl și Belozersk.

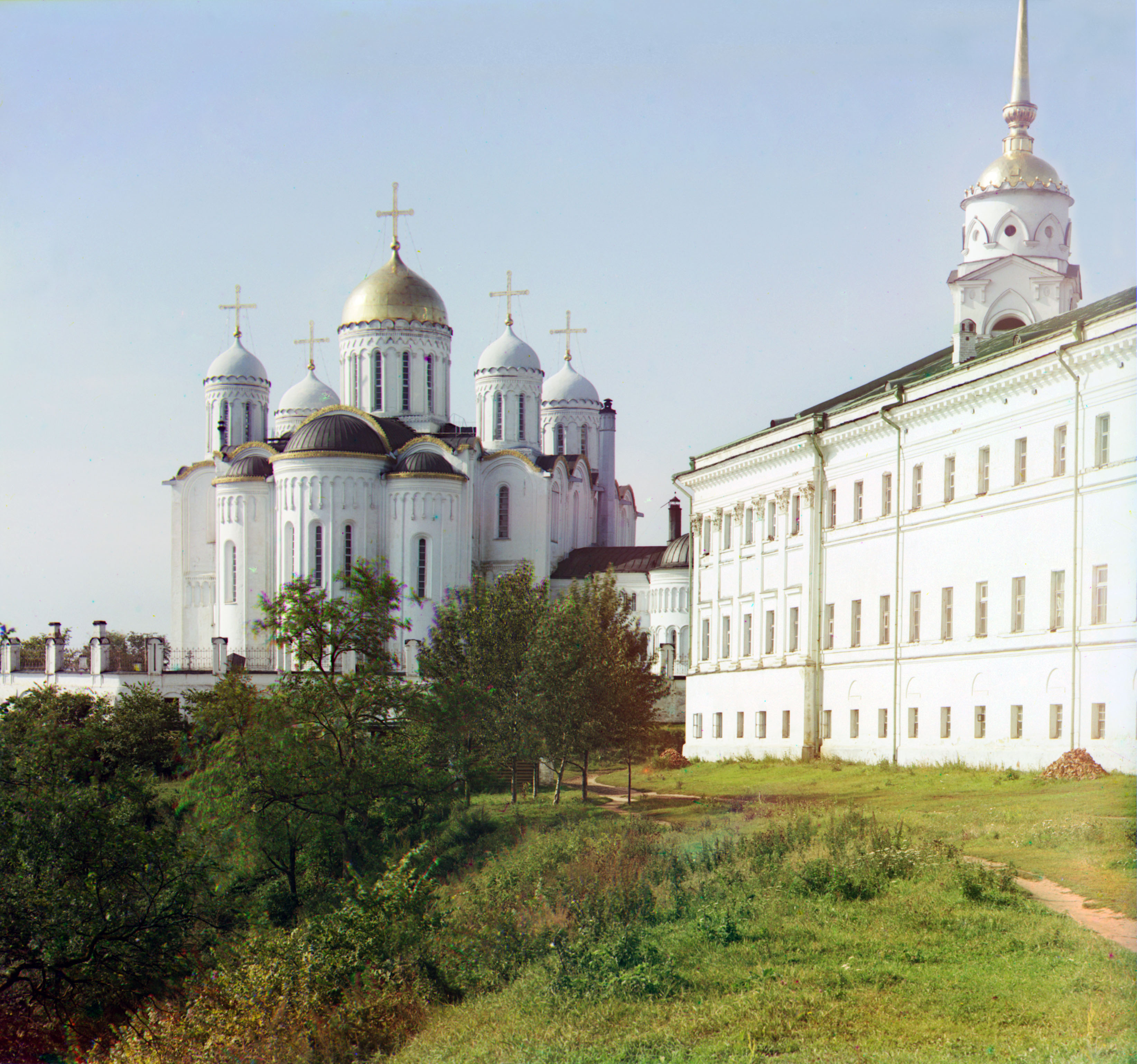
Catedrala Adormirea Maicii Domnului din Vladimir a fost construită între 1158–1160.

Vladimir Monomahul, după ce și-a câștigat dreptul la tronul principatului în 1093, a mutat capitala de la Rostov la Suzdal. Cincisprezece ani mai târziu, cneazul a fondat pe râul Kliazma orașul Vladimir, la 31 km sud de Suzdal. Fiul său, Iuri Dolgoruki, a mutat capitala la Vladimir în 1157. Cum boierii din Rostov și din Suzdal s-au opus acestei măsuri care le scădea influența, a izbucnit un scurt război civil. 
Pe la mijlocul secolului al XII-lea, când sudul pământurilor rusești erau prădate în mod regulat de nomazii turcici, populația a început să migreze către nord. În zonele împădurite din nord, (zalesie), s-au așezat numeroși refugiați, fondând noi localități. Înființarea unor orașe precum Pereslavl, Kostroma, Dmitrov, Moscova, Iuriev-Polski, Uglici sau Tver a fost atribuită de legende sau de cronici lui Iuri Dolgoruki (Mâini Lungi), care își căpătase porecla datorită capacității de manipulare a politicii din îndepărtatul Kiev. 

## Perioada de maximă înflorire
Fiul lui Iuri, Andrei cel Pios (Bogoliubski), a fost cel care a dus Vladimirul pe culmile puterii politice. Andrei cel Pios a tratat vechile centre de putere (printre ele aflându-se și Kievul) cu dispreț. După ce a atacat și incendiat Kievul în 1169, a refuzat să accepte tronul kievean, în schimb l-a numit la conducerea cnezatului rival pe fratele său mai mic. El s-a arătat mai preocupat de capitala Vladimir, pe care a împodobit-o cu minunate catedrale și mănăstiri din piatră albă. În 1117 a fost asasinat de boierii săi la reședința proprie din Bogoliubovo.
După o scurtă perioadă de interregnum, fratele lui Andrei, Vsevolod Cuib Mare, s-a suit pe tronul Vlamdimirului. El a continuat politica fratelui său, reușind încă o dată să cucerească orașul Kiev în 1203. Totuși, cei mai importanți dușmani ai lui Vsevolod erau în sud – Cnezatul Riazanului – și în est – marele stat turcic al bulgarilor de pe Volga. După mai multe campanii militare, Riazanul a fost făcut una cu pământul, iar bulgarii au fost forțați să plătească tribut. 

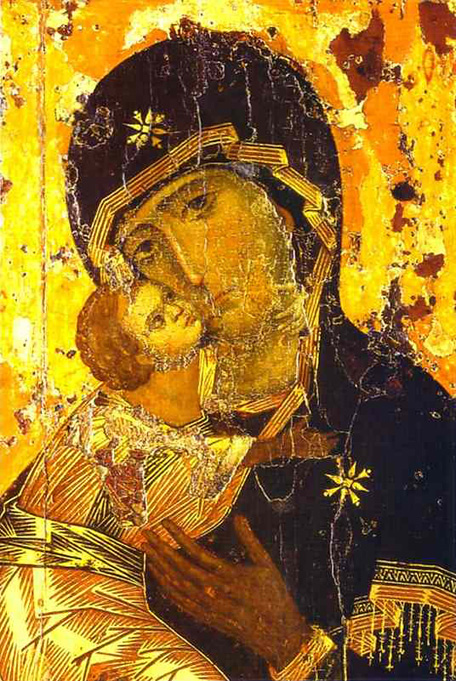
Venerarea Sfintei Fecioare ca sfântă protectoare a Vladimirului a fost introdusă de cneazul Andrei, care i-a dedicat numeroase biserici și icoane.

Moartea lui Vsevolod din anul 1212 a marcat începutul unui șir de conflicte dinastice. Fiul cel mai mare al lui Vsevolod, Constantin, după ce a căpătat ajutorul boierilor din Rostov și al cneazului Kievului, Mstislav cel Cutezător, l-a expulzat din Vladimir în Rosdtov pe moștenitorul de drept, fratele lui, Iuri al II-lea. După numai șase ani, după moartea lui Constantin, Iuri s-a reîntors în capitală. Iuri al II-lea s-a dovedit un conducător viclean, care i-a învins pe bulgarii de pe Volga și a reușit să impună pe tronul Novgorodului pe fratele său, Iaroslav. Domnia sa s-a încheiat într-un mod catastrofal, când, în 1238, hoardele mongolilor conduși de Batu Han au devastat țara și au incendiat Vladimirul și alte orașe în timpul invaziei tătare.

## Jugul mongol
Nici unul dintre orașele rusești devastate de atacul mongolilor nu a mai reușit să-și revină. Cnezatul Vladimirului s-a fărâmițat în 11 principate mărunte: Moscova, Tver, Pereslavl, Rostov, Iaroslavl, Uglici, Belozersk, Kostroma, Nijni Novgorod, Starodub pe Kliazma și Iuriev-Polski. Toate aceste mici cnezate recunoșteau suzeranitatea Marelui Prinț al Vladimirului, acesta din urmă fiind numit de însuși Marele Han. Chiar și vestitul Alexandr Nevski al Pereslavlui a fost nevoit să meargă în Karakorum, capitala Hanului, pentru a fi investit ca Mare Cneaz al Vladimirului. 
Până la sfârșitul secolului, numai trei orașe se mai luptau pentru obținerea titlului de Mare Cnezat: Moscova, Nijni Novgorod și Tver. Principii lor, odată investiți cu funcția de Mari Cneji, nici nu încercau să se mute definitiv în Vladimir. În 1321-1325 mitropolitul Petru al Moscovei⁠(en)[traduceți] și-a mutat scaunul mitropolitan din Vladimir în Moscova, fapt care a facilitat ascensiunea Moscovei ca centru spiritual și politic în Rusia de nord-est.